# Сура Аль-Хаддж
Сура Аль-Хаддж (араб. سورة الحج‎) — двадцять друга сура Корану. Мединська, містить 78 аятів. Названа за поняттям хадж.